# Metropis maurus
Metropis maurus är en insektsart som beskrevs av Franz Xaver Fieber 1866. Metropis maurus ingår i släktet Metropis och familjen sporrstritar.
Artens utbredningsområde är Frankrike. Inga underarter finns listade i Catalogue of Life.